# Mario Holek
Mario Holek (ur. 28 października 1986 w Brnie) – czeski piłkarz grający na pozycji pomocnika.

## Kariera piłkarska

### Kariera klubowa
Jest wychowankiem miejscowego klubu 1. FC Brno. W 2004 roku zadebiutował w jego barwach w 1. Gambrinus lidze. W styczniu 2008 roku za 2 mln euro kupiony do ukraińskiego Dnipra Dniepropetrowsk. Po wygaśnięciu kontraktu w końcu grudnia 2011 opuścił ukraiński klub. W 2012 roku przeszedł do Sparty Praga. W 2017 wypożyczono go do Dukli Praga.

## Kariera reprezentacyjna
Występuje w młodzieżowej reprezentacji Czech.